# Escudo de la provincia de Valladolid
La Diputación Provincial de Valladolid emplea un escudo, que puede considerarse como provincial, en el que figura el blasón de la ciudad con la bordura modificada (de plata en vez de gules), sobre pergamino heráldico y rodeado por una cinta con los colores de la bandera española, cargada de ocho escudetes de oro (amarillos o dorados) que representan los antiguos Partidos Judiciales de la provincia. A eso se añaden dos leones, uno a cada lado, y la Cruz Laureada de San Fernando.

## Antiguo escudo

Antiguo escudo provincial de Valladolid (en vigor hasta el año 1939).

El antiguo escudo estaba formado por un rectángulo dividido verticalmente en dos partes iguales, el de la derecha tiene el campo de pergamino, un escudo con bordura de plata con ocho castillos (Blasón con las armas) y el de la izquierda tiene la Heráldica de Castilla (un castillo de color oro sobre fondo carmesí). Encima de este rectángulo, había una corona real. El escudo estuvo vigente hasta 1939 cuando fue sustituido por el nuevo diseño.

## Actual escudo
Este escudo es el oficial, al igual que la bandera, desde que está regulado por un Real Decreto del 17 de julio de 1939 en la que se describe así:

Sobre un campo de pergamino, un escudo con bordura de plata con ocho castillos. En el interior, seis banderas de oro nacientes al diestro, sobre fondo carmesí. El escudo sobre la cruz laureada de San Fernando. Rodeando el escudo, una cinta con los colores de la bandera nacional y sobre ella los escudos de los ocho antiguos Partidos Judiciales y, abajo, el lema, "Excma. Diputación Provincial". A ambos lados del pergamino y sujetándolo hay dos leones, así como timbrado por corona real abierta.

Como soportes del escudo aparecen representados dos leones, al natural y linguados de gules. Debajo de la punta del escudo aparece colocada una cinta cargada con la leyenda: "Diputación Provincial" y, debajo de ésta, la palabra "Valladolid". Al timbre, corona real abierta que es la forma que tenía la antigua corona real, usada hasta el siglo XVI. 
El escudo de la Diputación, como en el caso de la capital, está acolado a la Cruz Laureada de San Fernando. El motivo por el que figura la cruz se debe a: "Como recuerdo a las gestas heroicas de Valladolid en el Movimiento Nacional y homenaje a quien desplegó decisiva aportación a él en los primeros momentos de la guerra de liberación de España, concedo a aquella ciudad la Cruz Laureada de San Fernando que desde hoy debe grabar en sus escudos." otorgado por Francisco Franco al finalizar la guerra civil española (1936-39). (Véase también guerra civil española en la provincia de Valladolid).
La inclusión de los 2 leones en el escudo provincial se debe a que al inicio de la guerra civil una unidad militar de Falange formada por vallisoletanos luchó en la batalla de Guadarrama apoderándose del Alto del León consiguiendo que a partir de entonces a la unidad militar se la denominara "Leones de Castilla". Por tanto, la inclusión de los leones, sería al igual que la Cruz Laureada, un reconocimiento público[cita requerida].

## Futuro escudo
El 21 de abril de 2017 el Pleno de la Diputación de Valladolid aprobó el cambio de escudo eliminando la cruz laureada otorgada en 1939 y por tanto la elaboración de un nuevo escudo que represente a la provincia. A día de hoy no ha habido avances al respecto y sigue en vigor el actual.

## Modelos

Blasón con las armas de la provincia de Valladolid.
Escudo de la provincia de Valladolid hasta 1939.
Versión actual acorde a las normas heráldicas.
Otra versión del escudo actual.